# آزار جنسی در پردیس دانشگاه‌ها
آزار جنسی در پردیس دانشگاهی به هرنوع آزار جنسی یک دانشجو در زمان حضور در کالج یا دانشگاه گفته می‌شود. بر خلاف نام آن کمتر از ۴۰ درصد موارد گزارش شده در پردیس دانشگاه اتفاق می‌افتد. معمولاً آزار جنسی بیشتر برای دختران اتفاق می‌افتد ولی اشخاص از هر جنس و هر نژاد و طبقه اجتماعی ممکن است قربانی آن باشند.

## میزان شیوع
محققان عقیده دارند که اکثر موارد آزار جنسی گزارش نمی‌شود. دلیل آن می‌تواند شرم و حیا یا عدم اطمینان از نتیجه بخش بودن شکایت یا جدی نگرفتن آزار وارده باشد.

## تحقیق انجام شده در سال ۲۰۱۵
در سال ۲۰۱۵ انجمن دانشگاه‌های آمریکایی (AAU) یک تحقیق جامع در رابطه با آزار جنسی در ۲۷ دانشگاه آمریکا و روی ۱۵۰۰۰۰ نفر انجام داد. این دانشگاه‌ها شامل: مؤسسه فناوری کالیفرنیا، دانشگاه تگزاس ای اند ام، دانشگاه ایالتی آیووا، دانشگاه تگزاس، دانشگاه فلوریدا، دانشگاه ایالتی پیتزبورگ، دانشگاه آریزونا، دانشگاه کلمبیا، دانشگاه کرنل، دانشگاه واشینگتن در سن‌لوئیس، دانشگاه ایالتی اوهایو، دانشگاه مینه سوتا دانشگاه کارولینای شمالی دانشگاه ایالتی اورگان، دانشگاه ویرجینیا، دانشگاه براون، دانشگاه هاروارد، دانشگاه میسوری، دانشگاه پنسیلوانیا، کالج دارتموث، دانشگاه ویسکانسین، دانشگاه ییل، دانشگاه کالیفرنیای جنوبی، و دانشگاه میشیگان است.
بر اساس این تحقیق، بیش از ۲۰ درصد دختران و ۵ درصد پسران به نوعی قربانی آزار جنسی بوده‌اند.

## نوشتارهای مرتبط
- شکارگاه - یک فیلم مستند راجع به آزار جنسی در پردیس دانشگاه‌های آمریکا